# Moondance (album)
Pour les articles homonymes, voir Moondance.
Albums de Van Morrison
Astral Weeks
(1968) His Band and the Street Choir
(1970)
Moondance est le 3e album studio de Van Morrison sorti en février 1970.
Accompagné par une formation musicale électrique nouvellement constituée, Van Morrison a choisi pour ce disque de ne pas faire ce qui avait pourtant si bien fonctionné avec Astral Weeks : en tant que producteur de son propre album (pour la première fois dans sa carrière), il a beaucoup travaillé les chansons avec son groupe avant de les enregistrer, ce qui leur a permis de mûrir en douceur. Le résultat fut à la hauteur de ces attentes : la voix de Van Morrison, comme toujours, est très habitée, et transmet ici une joie de vivre irrésistible. Les chansons ont été habilement composées, très bien construites, et les arrangements sont riches : les cuivres qui soutiennent énergiquement le chant, les guitares exclusivement acoustiques, la section rythmique d'influence soul, et enfin le piano qui apporte une touche jazzy aérienne et bienvenue.
Les thèmes abordés sont ceux des joies quotidiennes de la vie : l'amour fou (Crazy Love), l'érotisme (Moondance), l'éclat de l'amour (Into the Mystic), la nature (And It Stoned Me), l'amitié (Caravan, Everyone), etc. Ces chansons sont le reflet du bonheur qu'éprouvait Van Morrison durant cette période de sa vie, où il filait le parfait (mais peu durable) amour avec sa compagne, Janet Planet. 
Un petit commentaire de Van Morrison : 
"J'aurais aimé garder ces musiciens pour réenregistrer l'album en concert. C'aurait été une tuerie. C'est le genre de groupe qui me plaît. Deux cuivres et une section rythmique - c'est vraiment le genre de groupe que je préfère. Mais ces musiciens n'étaient pas de ceux qui travaillent bien live en concert, ils travaillaient uniquement en studio." 
Précisons que ce disque a été 29e meilleure vente du top US, que le seul simple extrait, Come Running, a atteint la 39e place (toujours aux États-Unis), et enfin que Moondance a été élu 32e meilleur album de tous les temps par la chaîne musicale VH1 en 2003.
Le magazine Rolling Stone place l'album en 66e position de son classement des 500 plus grands albums de tous les temps. Il est également cité dans l'ouvrage de référence de Robert Dimery Les 1001 albums qu'il faut avoir écoutés dans sa vie et dans un grand nombre d'autres listes.

## Liste des titres

### Edition originale
Toutes les chansons sont écrites et composées par Van Morrison.
| 1. | And It Stoned Me (en) | 4:30 |
| 2. | Moondance             | 4:35 |
| 3. | Crazy Love (en)       | 2:34 |
| 4. | Caravan (en)          | 4:57 |
| 5. | Into the Mystic       | 3:25 |

| 6.  | Come Running (en)        | 2:30 |
| 7.  | These Dreams of You (en) | 3:50 |
| 8.  | Brand New Day (en)       | 5:09 |
| 9.  | Everyone (en)            | 3:31 |
| 10. | Glad Tidings (en)        | 3:13 |

### Réédition 2013 Deluxe
| 1.  | And It Stoned Me    | 4:32 |
| 2.  | Moondance           | 4:34 |
| 3.  | Crazy Love          | 2:35 |
| 4.  | Caravan             | 5:00 |
| 5.  | Into the Mystic     | 3:27 |
| 6.  | Come Running        | 2:31 |
| 7.  | These Dreams of You | 3:51 |
| 8.  | Brand New Day       | 5:10 |
| 9.  | Everyone            | 3:52 |
| 10. | Glad Tidings        | 3:40 |

| 1.  | What Do We Call This Van?                                                  | 1:49  |
| 2.  | Caravan (Take 1)                                                           | 5:53  |
| 3.  | Caravan (Takes 2-3)                                                        | 1:01  |
| 4.  | Caravan (Take 4)                                                           | 5:52  |
| 5.  | Caravan (Takes 5-6)                                                        | 3:46  |
| 6.  | Caravan (Take 7)                                                           | 2:31  |
| 7.  | Caravan (Take 8)                                                           | 5:41  |
| 8.  | I've Been Working (Early Version Take 1)                                   | 11:03 |
| 9.  | I've Been Working (Early Version Take 2)                                   | 2:50  |
| 10. | I've Been Working (Early Varsion Take 5)                                   | 10:25 |
| 11. | Nobody Knows You When You're Down and Out (Outtake, écrite par Jimmie Cox) | 3:27  |
| 12. | I Shall Sing (Take 1)                                                      | 1:42  |
| 13. | I Shall Sing (Takes 2-3)                                                   | 4:48  |
| 14. | I Shall Sing (Takes 4-6)                                                   | 3:39  |
| 15. | I Shall Sing (Take 7)                                                      | 3:58  |
| 16. | I Shall Sing (Takes 8-12)                                                  | 4:48  |
| 17. | I Shall Sing (Take 13)                                                     | 3:36  |

| 1.  | Into the Mystic (Take 10)          | 3:50 |
| 2.  | Into the Mystic (Takes 11)         | 4:04 |
| 3.  | Into the Mystic (Takes 12-13)      | 3:58 |
| 4.  | Into the Mystic (Takes 14-16)      | 4:48 |
| 5.  | Into the Mystic (Take 17)          | 3:32 |
| 6.  | Caravan (Takes 1-2)                | 0:50 |
| 7.  | Caravan (Take 3)                   | 4:57 |
| 8.  | Brand New Day (Take 1)             | 5:23 |
| 9.  | Brand New Day (Take 2)             | 5:30 |
| 10. | Brand New Day (Take 3)             | 5:24 |
| 11. | Brand New Day (Take 4)             | 5:36 |
| 12. | Brand New Day (Takes 5-6)          | 1:08 |
| 13. | Brand New Day (Take 7)             | 5:24 |
| 14. | Glad Tidings (Fast Version Take 1) | 3:42 |
| 15. | Glad Tidings (Takes 2-4)           | 5:11 |
| 16. | Glad Tidings (Takes 7-8)           | 5:12 |
| 17. | Glad Tidings (Take 13)             | 3:58 |

| 1.  | Come Running (Take 1)                                                           | 4:00 |
| 2.  | Come Running (Take 2)                                                           | 4:38 |
| 3.  | Come Running (Takes 3-4)                                                        | 4:47 |
| 4.  | Come Running (Take 5)                                                           | 4:19 |
| 5.  | Come Running ("Rolling on 4")                                                   | 3:57 |
| 6.  | Moondance (Take 21)                                                             | 1:03 |
| 7.  | Moondance (Take 22)                                                             | 4:50 |
| 8.  | Glad Tidings (Master mix Reel-to-reel audio tape recording - alternate version) | 3:41 |
| 9.  | These Dreams of You Master (mix reel alternate version)                         | 4:02 |
| 10. | Crazy Love (Mono Mix)                                                           | 2:56 |
| 11. | Glad Tidings (Mono remix 1)                                                     | 3:53 |
| 12. | Glad Tidings (Mono remix 2)                                                     | 3:53 |
| 13. | Glad Tidings (Mono remix 3)                                                     | 3:52 |
| 14. | Caravan (Mono remix 1)                                                          | 5:33 |
| 15. | These Dreams of You (Mono remix)                                                | 4:30 |
| 16. | I Shall Sing (Mono Remix)                                                       | 3:11 |

Le Disque 5 est un Blu-Ray audio en 5.1 Surround Sound Haute Résolution. 

## Musiciens
- Van Morrison : chant, guitare rythmique, harmonica, tambourin, production
- John Platania : guitare
- John Klingberg : basse
- Jeff Labes : orgue, piano, clavinet
- Jack Schroer : saxophones alto et soprano
- Collin Tilton : saxophone ténor, flûte
- Judy Clay, Emily Houston, Jackie Verdell : chœurs dans "Crazy Love" et "Brand New Day"
- Gary Mallaber : batterie, percussions, vibraphone
- Guy Masson : congas

Produit et composé dans sa totalité par Van Morrison.